# گروه اکتشافی جنوبگان ژاپنی

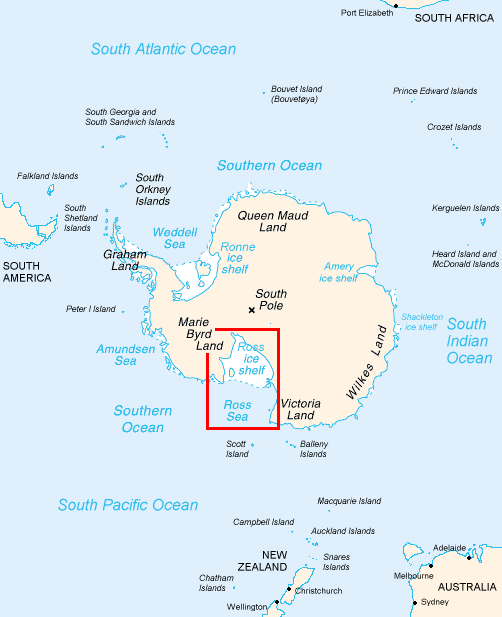
نقشه موقعیت دریای راس

گروه اکتشافی جنوبگان ژاپنی (انگلیسی: Japanese Antarctic Expedition) گروه مکتشف ژاپنی قطب جنوب بود که از سال ۱۹۱۰ تا ۱۹۱۲، با کشتی کاینان مارو، به تلاش برای اکتشافاتی در سرزمین جنوبگان دست زد و اولین کشور غیر اروپایی محسوب می‌گردید که دست به چنین اقدامی - تا آن زمان - زده بود. شروع کاوش‌های این گروه مکتشف، همزمان بود با آغاز اکتشافات اصلی و مهم از جانب رابرت فالکون اسکات و روئال آمونسن و به همین دلیل، در تاریخ اکتشافات قطبی، به نسبت، نادیده و تحت‌الشعاع قرار گرفت. رهبری این گروه مکتشف ژاپنی بر عهدهٔ نوبو شیراسه بود.